# Велосипед Артамонова
Велосипед Артамонова — велосипед-самокат, по мнению экономиста и историка Василия Белова и географа Ивана Кривощёкова якобы впервые сконструированный в 1800 году крепостным тагильским мастеровым Артамоновым Ефимом Михеевичем.

## История
Согласно легенде, изобретатель добрался из уральского рабочего посёлка Нижнетагильского завода (ныне город Нижний Тагил) в Москву сплавом, а с набережной своим ходом до Успенского собора Московского Кремля. В это путешествие крепостного Артамонова послал его хозяин — владелец завода, который возжелал удивить царя Александра I «диковинным самокатом». За изобретение велосипеда Артамонову со всей его семьёй и всем его потомством была дарована свобода от крепостной зависимости.
Первое упоминание об Артамонове содержится в книге уральского экономиста Белова «Исторический очерк уральских горных заводов» (СПб, 1896), где без ссылок на источники сообщается, что
Во время коронования императора Александра I, следовательно в 1801 году, мастеровой уральского Тагильского завода Артамонов бегал на изобретённом им велосипеде, за что по повелению императора получил свободу со всем своим потомством.
Историк и географ И. Я. Кривощеков в 1910 году включил эти сведения со ссылкой на Белова в свой «Словарь Верхотурского уезда Пермской губернии», исправив имя императора, так как в 1801 году короновался не Павел I, а Александр I. С 1922 года в Нижнетагильском музее-заповеднике экспонировался металлический велосипед-«паук» как велосипед Артамонова.
В ходе «борьбы с космополитизмом» началась кампания поиска «русских приоритетов» во всех областях науки и техники. Кстати пришлась сочинённая краеведами легенда.
Сведения об Артамонове появляются в 1948 году с выходом книги В. В. Данилевского «Русская техника», где было сказано: «Тогда же в Нижнем Тагиле трудился крепостной мастер Артамонов, о котором сохранились рассказы, как он приехал с Урала в Москву на коронацию Александра I на двухколёсном железном велосипеде, изобретённом им задолго до того, как на Западе пришли к подобной идее». Затем Артамонов попал в БСЭ, в которой ему было приписано (с ложной ссылкой на Данилевского) изготовление ещё нескольких велосипедов:
Артамонов Е. М. (1776—1841), русский изобретатель, крепостной. Работал слесарем на Нижнетагильском заводе (ныне город Нижний Тагил). В 1801 построил первый двухколёсный цельнометаллический велосипед.БСЭ 2 изд., 1950, Т. 3
Здесь у него «появились» имя и отчество (Ефим Михеевич) и даты жизни (1776—1841), (впервые — в биографическом словаре свердловского профессора, доктора исторических наук А.Г. Козлова, без ссылок на источники; непосредственно оттуда — в 3-е издание БСЭ). В дальнейшем биография Артамонова обрастает новыми подробностями: в 1950—1960-е годы пермский краевед А. К. Шарц объявляет Ефима и его отца Михея «искусными строителями барж» и сообщает, что Ефим «помимо велосипеда изобрёл насос по откачке воды на баржах и „коляску-самоход“, прототип автомобиля, только с паровым двигателем, который, как известно, использовался для перевозки грузов на Нижнетагильских заводах». Кроме того, он сообщал точные даты пробега. Наконец, С. Охлябинин (1981) сообщил иную версию: по его данным, Артамонов был отправлен в ссылку за своеволие и «неразумную трату дерева и железа».

## Памятники
В городах Екатеринбург и Нижний Тагил в XXI веке установлены памятники изобретателю велосипеда Артамонову.

## Критика
В 1980-е годы появились первые статьи, ставящие под сомнение историчность Артамонова. Поиски в архивах не дали о нём никаких сведений. Самодельный велосипед оказался сделанным из мартеновской стали, то есть не ранее 1870-х годов, по тогдашним английским образцам. Были однако обнаружены сведения о тагильском крепостном механике Егоре Кузнецове-Жепинском, изобретшем конные «музыкальные дрожки» с верстомером и органом и поднёсшим их на коронации Александра I вдовствующей императрице Марии Фёдоровне, за что он был освобождён со всей семьёй. Вместе с Егором в Москве был его племянник слесарь Артамон Кузнецов, который, хотя и «никакого отличия против других равно с ним работы исправляющих не делал», тоже получил с семьёй «вольную». Полагают, что именно это событие и является историческим зерном легенды.
Никаких упоминаний об Артамонове не удалось найти ни в камер-фурьерских церемониальных журналах 1796, 1797 и 1801 годов, ни в «повестке по случаю кончины Его императорского величества государя императора Павла Петровича», ни в описании коронации Его императорского величества Александра Павловича, ни в «Списке о всех милостях, излиянных покойным государем Павлом I в день его коронации 5 апреля 1797 года», ни в архивах канцелярии Н. Н. Новосильцева, созданной в 1801 году и занимавшейся рассмотрением технических изобретений, ни в подборке материалов о крепостных изобретателях, публиковавшейся в «Отечественных записках» П. П. Свиньина (1818—1830). Не найдено и никаких других документов, которые бы подтверждали рассказ Белова.

### Анализ велосипеда Артамонова
В 1986—1987 годах проводился металлографический анализ образцов металла (первый отрезан от обода колеса артамоновского велосипеда и второй — от демидовского железа с клеймом «CCNAD») в двух лабораториях — на Нижнетагильском металлургическом комбинате и в Свердловске. Начальник лаборатории металловедения Нижнетагильского металлургического комбината М. А. Стамбульчик и сотрудник лаборатории Е. С. Капустина провели химический анализ и микроанализ образца, вырезанного из колеса артамоновского велосипеда, и образца с клеймом XVIII—XIX веков. Идентичность исследуемых образцов не была подтверждена. На основании анализа кандидатом технических наук Н. А. Мезениным было сделано следующее заключение: металл колеса выплавлен в мартеновской печи на кислом поду.
Дополнительный анализ процентного содержания азота в исследуемых образцах металла был проведён в Уральском научно-исследовательском институте чёрных металлов под руководством С. Б. Шубиной. Окончательное заключение на основании данных анализа сделал инженер-металлург, доктор экономических наук, профессор В. И. Довгопол: «Можно утверждать, что имеющийся образец велосипеда изготовлен из мартеновского металла не ранее 70-х годов XIX века». Таким образом, результаты металлографического анализа и отсутствие документальных источников подтвердили, что велосипед, экспонировавшийся ранее в Нижнетагильском историко-краеведческом музее, а ныне — в Доме-музее Черепановых, не является оригинальной моделью начала XIX века или её копией. Организацией металлографического анализа занималась научный сотрудник Нижнетагильского музея Т. В. Комшилова (Смирнова). Результаты анализа были опубликованы Т. В. Комшиловой и С. А. Клат в статье «Велосипед Артамонова: легенды и документы» (газета «Тагильский рабочий», 14 и 18 марта 1987 года), данные заключения анализа были опубликованы в статье «Как творятся мифы в истории» в журнале «Вопросы истории естествознания и техники» за 1989 год (авторы В. С. Виргинский, Г. Н. Лист, С. А. Клат и Т. В. Комшилова).

## Комментарии
1. ↑  Первая мартеновская печь была пущена в действие на Нижнетагильских заводах в 1876 году.